# Bundalelê

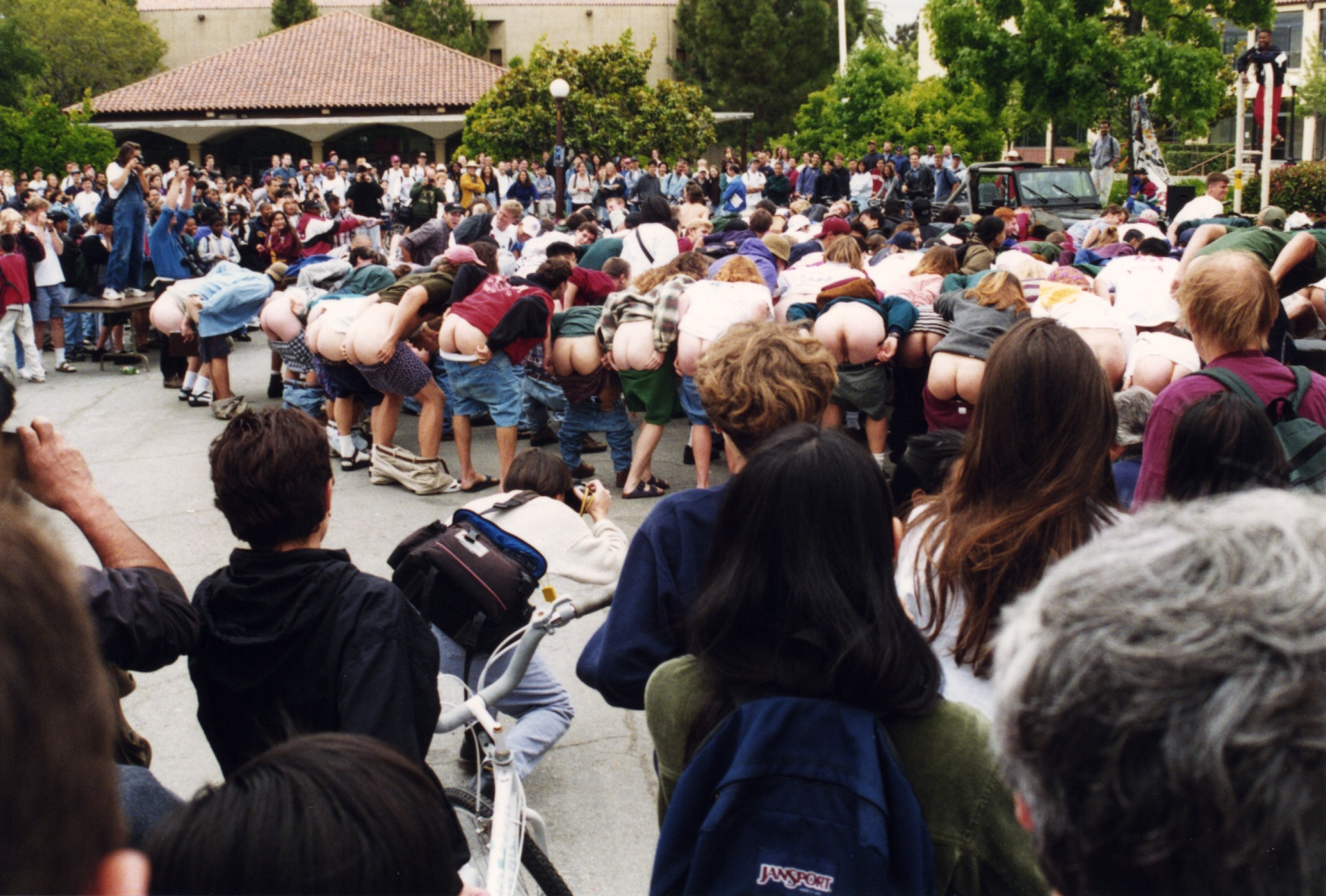
Bundalelê coletivo de estudantes da Universidade Stanford em maio de 1995.

Bundalelê ou bundaço (português brasileiro) ou mostrar o rabo (português europeu) é o ato de mostrar as nádegas (denominadas bunda ou bundas no Brasil), baixando-se as calças e a roupa íntima, sem expor a genitália. É um ato considerado ofensivo e normalmente feito em festas, quando seus praticantes já perderam suas inibições, dando-se a estas práticas. Pode ser uma forma de diversão, como nesse caso, ou de protesto. Igualmente, pode ser praticado parado, ou em um veículo em movimento, pressionando-se as nádegas contra o vidro.

## História
Os primeiros relatos do bundalelê foram feitos pelo historiador judeu-romano Flávio Josefo no século I no livro A Guerra dos Judeus, onde conta que, um soldado romano mostrou as nádegas para vários judeus que celebravam o Pessach (Páscoa) e inclusive soltou flatulências. Há registros de que durante a Quarta Cruzada a 1203, europeus ocidentais tentaram atacar a cidade de Constantinopla, sem sucesso, fazendo com que os bizantinos vaiassem e mostrassem a bunda aos inimigos. Em alguns casos, considera-se como sendo uma forma de insulto, e em outros, um protesto. O professor universitário Nicola McDonald (Universidade de York) descreve em seu livro Medieval Obscenities que "manifestantes alemães também provocaram policiais franceses em oposição a usinas nucleares em 1981", o que segundo ele, mostra-se que o método ainda é usado como "protesto social radical".

## O bundalelê na cultura popular atual
O termo tornou-se muito popular no Brasil no final de 2004, com a música Festa no Apê, versão em português feita pelo cantor Latino de uma música originalmente do grupo musical moldavo O-Zone chamada Dragostea din Tei. Em algumas épocas, entretanto, é conhecido pela cultura popular como "Baleia Branca". No Rio de Janeiro também é conhecido como "boto" ou "pagar um bundão". Bundalelê também pode significar que uma determinada situação está uma bagunça, uma zona.
Nos Estados Unidos, pessoas de Laguna Niguel se reúnem desde 1979 para realizar o Mooning Amtrack em uma ferrovia californiana. De acordo com a lenda local, em 1979 um bêbado pagava cervejas para quem tivesse coragem de mostrar a bunda para o trem.
O falecido comediante Chris Farley era um praticante do "bundalelê".